# Acelerador e modulador de serotonina
Aceleradores e moduladores de serotonina (AMS), às vezes referido simplesmente como modulador de serotonina, é um tipo de droga com ação multimodal específica para o sistema neurotransmissor da serotonina. Mais precisamente, os AMS modulam simultaneamente um ou mais receptores de serotonina e inibem a recaptação de serotonina. O termo foi criado para descrever o mecanismo de ação do antidepressivo serotonérgico vortioxetina, que atua como um inibidor da recaptação da serotonina (SRI), e agonista do receptor 5-HT1A e antagonista dos receptores 5-HT3 e 5-HT7. No entanto, também pode ser tecnicamente aplicado à vilazodona, que também é um antidepressivo que atua como um AMS, além de ser um agonista parcial do receptor 5-HT1A.
Os AMS foram desenvolvidos porque existem muitos subtipos de receptores de serotonina (pelo menos 15 são atualmente conhecidos) e nem todos esses receptores parecem estar envolvidos nos efeitos antidepressivos que inibem a recaptação da serotonina. Alguns receptores de serotonina parecem desempenhar um papel relativamente neutro ou insignificante na regulação do humor, mas outros, como os autorreceptores 5-HT1A e os receptores 5-HT7, parecem desempenhar maior eficácia no tratamento da depressão. Como tal, um fármaco que combina as ações de, digamos, um inibidor da recaptação da serotonina, agonista parcial de 5-HT1A e antagonista do receptor de 5-HT7 poderia, em teoria, ter o potencial de se provar mais eficaz do que outros ISRS puros. Alternativamente, o antagonismo de 5-HT3 – um receptor que está envolvido na regulação de náuseas, vômitos e do trato gastrointestinal – poderia neutralizar o aumento indesejável na ativação desse receptor, aumentando a tolerabilidade a essa classe de medicamentos.
Um termo alternativo é agonista parcial/inibidor de recaptação de serotonina, que pode ser aplicado apenas à vilazodona.